# Youngolidia latula
Youngolidia latula är en insektsart som beskrevs av Nielson 1983. Youngolidia latula ingår i släktet Youngolidia och familjen dvärgstritar. Inga underarter finns listade i Catalogue of Life.